# Каргали (Мамадышский район)
Каргали — деревня в Мамадышском районе Татарстана. Входит в состав Куюк-Ерыксинского сельского поселения.

## География
Находится в северной части Татарстана на расстоянии приблизительно 18 км на север по прямой от районного центра города Мамадыш у речки Шия.

## История
Известна с 1710 года, упоминалась и как Новая Шия.

## Население
Постоянных жителей было: в 1782—152 души мужского пола, в 1859—417, в 1897—561, в 1908—688, в 1920—417, в 1926—100, в 1938—168, в 1949—120, в 1958—138, в 1970—165, в 1979—131, в 1989 — 83, в 2002 году 64 (мари 92 %), в 2010 году 49.